# 科維 (亞伯丁郡)
科維（英語：Cowie）是一座位於蘇格蘭亞伯丁郡的古漁村。在中世紀時就已存在，現在實際已歸為斯通黑文的一部份。

## 歷史
威廉·康登曾記載科維在1596年就已存在。該村附近的著名歷史以及包括科維城堡（已毀）、聖瑪麗與聖納薩蘭教堂（已毀）、斯通黑文監獄、馬赫爾斯城堡和費特熱索城堡。科維位於芒斯堤道南段，這條古道聯通了中世紀的斯通黑文與亞伯丁。